# Rainer Barzel

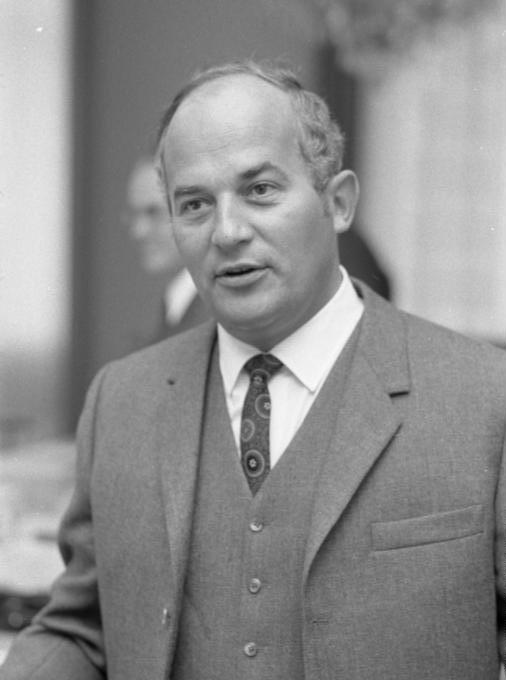
Rainer Barzel (1968)

Rainer Candidus Barzel (* 20. Juni 1924 in Braunsberg, Ostpreußen; † 26. August 2006 in München) war ein deutscher Politiker (CDU).
Er war von 1962 bis 1963 Bundesminister für gesamtdeutsche Fragen und leitete ab 1964 die CDU/CSU-Bundestagsfraktion. Ab 1969 war er Oppositionsführer im Bundestag gegen Bundeskanzler Willy Brandt, ab 1971 auch Vorsitzender der CDU-Bundespartei. Im April 1972 wurde Barzel beinahe Bundeskanzler, nachdem Brandts SPD-FDP-Koalition Abgeordnete an die CDU/CSU-Fraktion verloren hatte. Beim entscheidenden Misstrauensvotum fehlten Barzel jedoch zwei Stimmen. Später stellte sich heraus, dass Abgeordnete von Mitarbeitern der Staatssicherheit der DDR bestochen worden waren.
Nachdem die CDU unter Barzels Führung die Bundestagswahl im November 1972 verloren hatte, lösten ihn Helmut Kohl 1973 als CDU-Vorsitzender und Karl Carstens als Fraktionsvorsitzender ab. Als die CDU/CSU 1982 wieder an die Macht kam, wurde Barzel erneut Bundesminister für innerdeutsche Beziehungen. Von 1983 bis 1984 war er der achte Präsident des Deutschen Bundestages.

## Leben

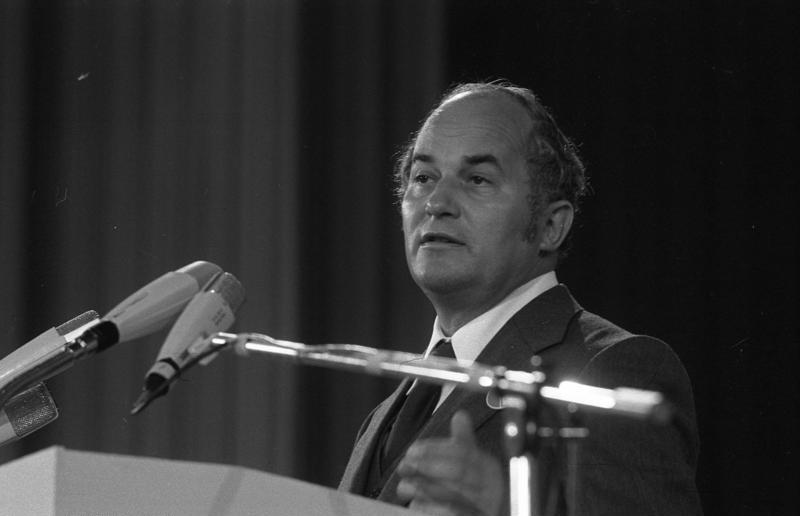
CDU-Parteitag 1972 in Wiesbaden

Rainer Barzel wurde in Braunsberg im Ermland, dem katholisch geprägten Teil Ostpreußens, als fünftes von sieben Kindern des Oberstudienrates Candidus Barzel und seiner Frau Maria geboren. Nachdem sein Vater nach Berlin versetzt worden war, besuchte Barzel dort die Schule. Zwischenzeitlich war er für ein Jahr am jesuitischen Canisius-Kolleg Berlin. 1941 legte er an einem humanistischen Gymnasium sein Notabitur ab. Während der Schulzeit hatte er sich im katholischen Jugendverband Bund Neudeutschland engagiert. Barzel blieb zeitlebens praktizierender Katholik.
Im Zweiten Weltkrieg war er von 1941 bis 1945 als Soldat/Beobachter im Range eines Leutnants der Luftwaffe in Flensburg, Trondheim, Tromsø und am Schwarzen Meer bei den Seefliegern eingesetzt. Dabei machte er 1944 mehrere Evakuierungsflüge aus Sewastopol mit und konnte 40 deutsche Soldaten vor dem Tod bzw. der Kriegsgefangenschaft bewahren. 1944 erhielt er die Goldene Frontflugspange. In den letzten Kriegswochen war er Lehrer für Luftkampftaktik an der Marineschule in Kiel.
Ab 1959 war er Oberleutnant zur See der Reserve der Bundesmarine.
Barzel hielt sich im Anschluss an die Kapitulation im Mai 1945 für einige Tage in Rendsburg auf, da der befehlshabende britische Offizier der Stadt verkündet hatte, dass an einem bestimmten Tag alle Soldaten aus Rendsburg sofort aus der Gefangenschaft entlassen würden. Dieses Geschenk der Besatzungsmacht rührte daher, dass der britische Offizier während des Krieges über Rendsburg abgeschossen und dort von mutigen Bürgern versteckt worden war. Barzel setzte sich mit seiner Verlobten Kriemhild Schumacher dann per Bahn nach Köln zu deren Eltern ab. Sein Schwiegervater ermunterte ihn zum Studium und unterstützte ihn finanziell.
Rainer Barzel absolvierte von 1945 bis 1949 ein Studium der Rechtswissenschaft und der Volkswirtschaftslehre an der Universität zu Köln. 1949 erfolgte die erste juristische Staatsprüfung und seine Promotion zum Doktor der Rechte beim Rechtsphilosophen Ernst von Hippel mit der Arbeit Die verfassungsrechtliche Regelung der Grundrechte und Grundpflichten des Menschen.

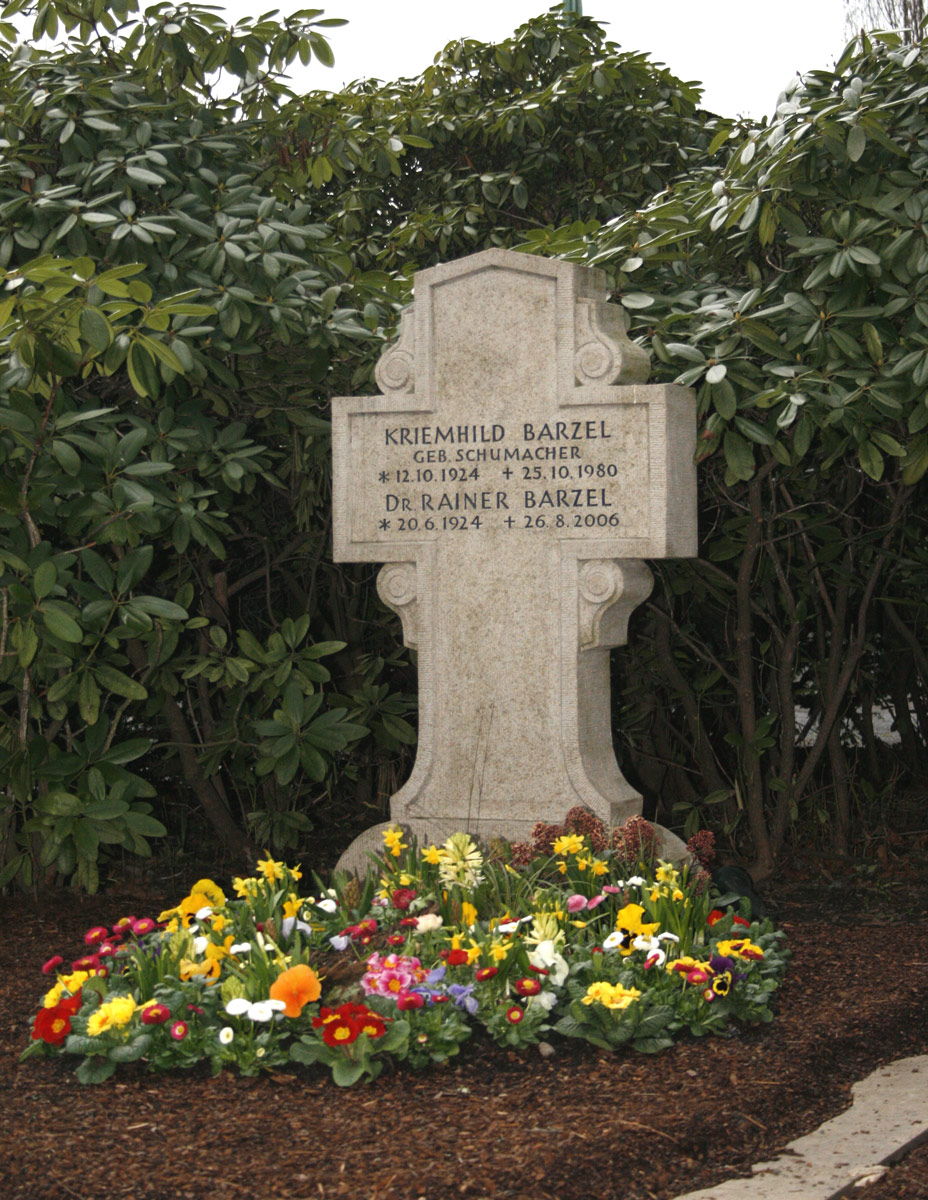
Gemeinsame Grabstätte von Rainer Barzel und seiner ersten Frau Kriemhild auf dem Zentralfriedhof in Bonn-Bad Godesberg

Rainer Barzel war drei Mal verheiratet: Mit seiner ersten Frau Kriemhild, die er 1940 in Berlin kennengelernt hatte und 1948 heiratete, hatte er eine 1949 geborene Tochter Claudia, die sich 1977 das Leben nahm. Kriemhild Barzel starb 1980 nach langer Krankheit an Leukämie in München. Drei Jahre später heiratete Barzel die spätere Vorsitzende der Welthungerhilfe, Helga Henselder-Barzel, die am 15. Dezember 1995 bei einem Autounfall in der Nähe von Solms (Hessen) ums Leben kam. 1997 heiratete Rainer Barzel die Schauspielerin Ute Cremer, mit der er bis zuletzt in München lebte.
Rainer Barzel starb am 26. August 2006 nach langer, schwerer Krankheit in München. Er war nach einer stationären Krankenhausbehandlung zwischen Januar und Mai 2006 auf den Rollstuhl angewiesen.
Am 5. September 2006 fand für ihn das Pontifikalrequiem im Bonner Münster statt; die Predigt hielt Karl Kardinal Lehmann.
Am 22. September 2006 wurde er mit einem Trauerstaatsakt im Plenarsaal des Deutschen Bundestages in Berlin geehrt. Es sprachen die Bundeskanzlerin Angela Merkel, Barzels Nachfolger im Amt des Bundestagspräsidenten Norbert Lammert sowie Alt-Bundeskanzler Helmut Schmidt, Barzels alter Weggefährte, politischer Kontrahent und persönlicher Freund.

## Beruf
1949 trat er in den Dienst des Landes Nordrhein-Westfalen, wo er insbesondere vom Zentrumspolitiker Carl Spiecker protegiert wurde. Er war zunächst in der Nordrhein-Westfälischen Vertretung beim Wirtschaftsrat der Bizone in Frankfurt am Main tätig und wurde 1953 kommissarischer Leiter der Vertretung des Landes Nordrhein-Westfalen beim Bund in Bonn. Von 1952 bis 1955 nahm er für Nordrhein-Westfalen an den Verhandlungen über die Montanbehörde in Luxemburg teil.
1955 wurde er Berater und Redenschreiber des Ministerpräsidenten Nordrhein-Westfalens, Karl Arnold (CDU). Nach Arnolds Sturz durch ein konstruktives Misstrauensvotum von SPD, FDP und Zentrum ließ Barzel sich 1956 beurlauben und wurde hauptamtlicher Mitarbeiter der CDU. Ab 1973 arbeitete er in einer Rechtsanwaltskanzlei.
Barzel war nach seinem Ausscheiden aus der Politik als Rechtsberater, Autor und Politikberater tätig. Zusammen mit einem polnischen Regisseur drehte er 1987 einen Film über die Wiederbegegnung mit seiner ostpreußischen Heimat: „Zu Besuch, aber nicht als Fremder“. Sein starkes Interesse am Frieden in Nahost und an der Stadt Jerusalem brachte er als Autor seines zweiten Films 1989 zum Ausdruck: „Jerusalem, eine Stadt, die uns angeht“.

## Partei

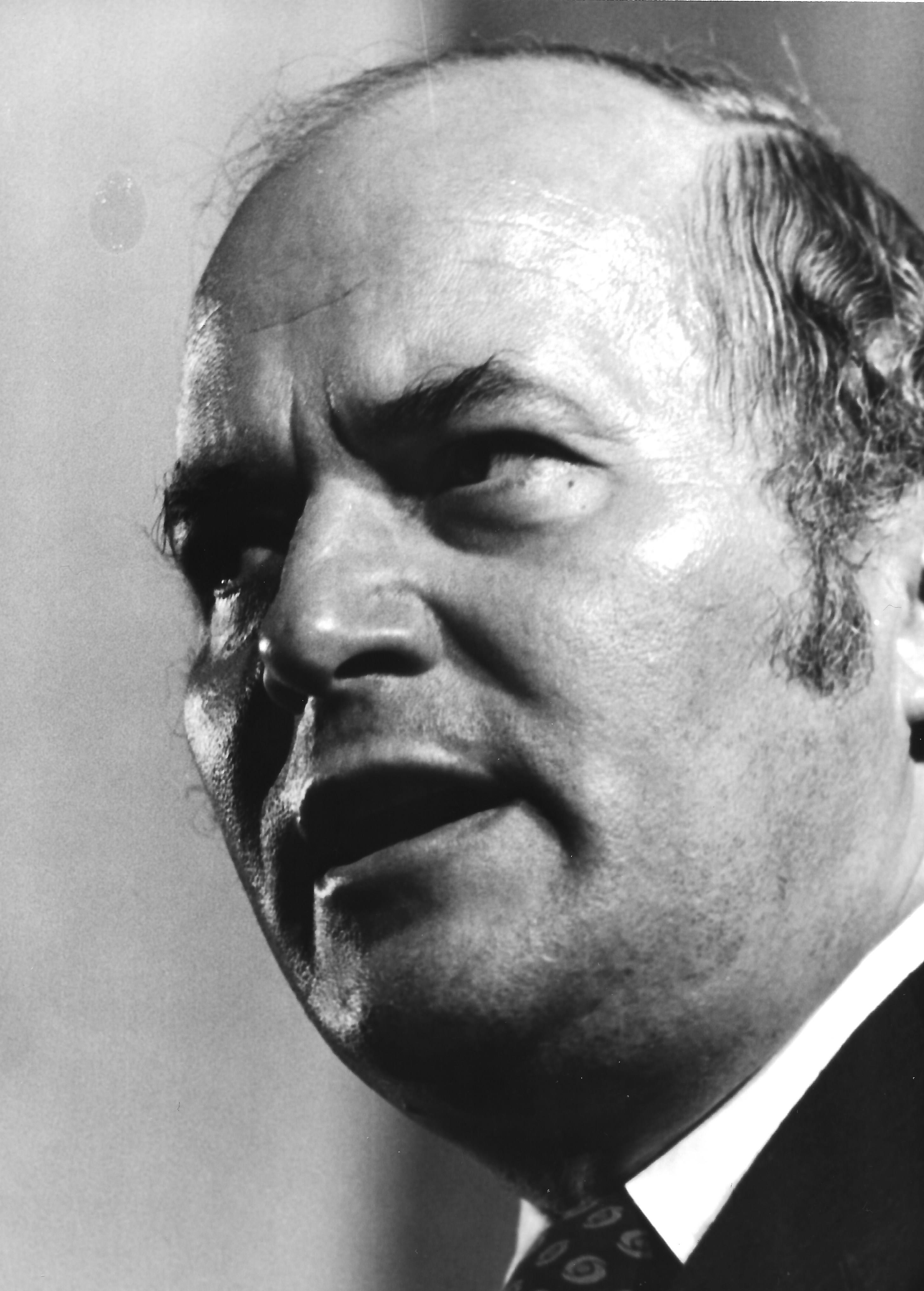
Rainer Barzel 1971 in Düsseldorf

In Barzels 1947 verfasstem Buch Die geistigen Grundlagen der Parteien sind deutliche Sympathien für die Wiedergründung der Zentrumspartei zu erkennen; er blieb zunächst aber parteilos. 1954, das Scheitern der Zentrumspartei war inzwischen offenkundig geworden, wurde er Mitglied der CDU und bald darauf Mitglied des Landesvorstands der CDU Westfalen-Lippe. Von 1956 an war er geschäftsführendes Präsidiumsmitglied der CDU Nordrhein-Westfalen, die damals noch kein Landesverband war, sondern eine Arbeitsgemeinschaft der Landesverbände Westfalen-Lippe und Rheinland. In der CDU wurde Barzel zunächst als Gefolgsmann von Karl Arnold dem linken Flügel der CDU zugerechnet. Nach Arnolds Tod 1958 schwenkte Barzel auf einen deutlich antisozialistischen Kurs um und gründete mit Franz Josef Strauß das „Komitee Rettet die Freiheit“. Als Vorsitzender dieses Komitees geriet Barzel unter Druck, nachdem von diesem in einem „Rotbuch“ 450 Personen des öffentlichen Lebens der Bundesrepublik als Kommunisten dargestellt worden waren. Nach öffentlicher Kritik, die Parallelen zu den Aktivitäten des US-Politikers Joseph McCarthy zog, und mehreren Strafanzeigen von Betroffenen distanzierte sich Barzel von dieser Veröffentlichung.
1960 wurde Barzel in den Bundesvorstand der CDU gewählt. Dort versuchte er 1961 die Gründung einer „großen Gegengewerkschaft“ gegen den DGB zu forcieren, wofür er aber keine Unterstützung erhielt. Es folgten weitere umstrittene Initiativen, wie etwa zur Wiedereinführung der Todesstrafe oder zur Zusammenlegung der Landtagswahlen mit den Bundestagswahlen (das jeweilige Bundestagswahlergebnis im Bundesland sollte für die Mandatsverteilung im Landtag ausschlaggebend sein). Auf dem Bundesparteitag 1962 forderte er in einer Denkschrift eine Rekatholisierung der CDU-Positionen, was ihm insbesondere Kritik aus den norddeutschen CDU-Verbänden und aus den protestantischen Gebieten Baden-Württembergs einbrachte. Auf dem Bundesparteitag 1966 scheiterte er mit einer Kampfkandidatur um den Parteivorsitz gegen Bundeskanzler Ludwig Erhard, wurde aber zum ersten stellvertretenden Bundesvorsitzenden gewählt. Als Erhard schon ein Jahr später das Amt des Parteivorsitzenden niederlegte, wurde nicht Barzel zum Nachfolger gewählt, sondern der neue Bundeskanzler Kurt Georg Kiesinger.

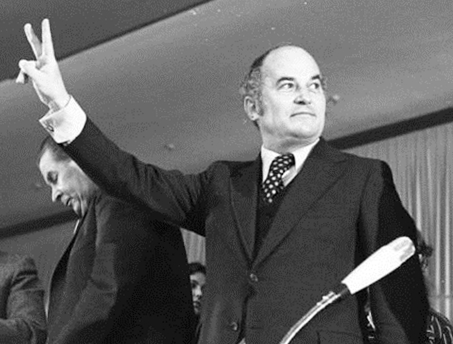
Bundestagswahlkampf 1972

Nach der Bundestagswahl 1969 formierte sich eine sozialliberale Koalition (SPD und FDP) und die Union (CDU/CSU) war erstmals in der Geschichte der Bundesrepublik die Opposition im Bundestag. Barzel sammelte diejenigen Kräfte in der CDU um sich, die eine pragmatisch orientierte Linie gegenüber der neuen Bundesregierung vertraten. Er rückte damit von seiner kompromisslos-konservativen Haltung wieder ab. Er geriet in der eigenen Partei in scharfen Gegensatz zum Parteivorsitzenden und Altbundeskanzler Kiesinger, der (zusammen mit der CSU unter Franz Josef Strauß) einen fundamentaloppositionellen Kurs fuhr, insbesondere in der Ostpolitik und in der Deutschlandpolitik. 1971 wurde er als Nachfolger von Kiesinger mit einer Mehrheit (65,36 Prozent) zum Bundesvorsitzenden der CDU gewählt. Gegenkandidat war Helmut Kohl (1930–2017), der seit 1969 Ministerpräsident von Rheinland-Pfalz war.
Nach dem Amtsantritt der Regierung Brandt waren bis zum 23. April 1972 so viele Abgeordnete der SPD und der FDP zur Unionsfraktion gewechselt (darunter der ehemalige Bundesminister Erich Mende), dass die CDU/CSU-Fraktion rechnerisch über eine knappe absolute Mehrheit verfügte. Barzel glaubte daher, Willy Brandt mittels eines konstruktiven Misstrauensvotums ablösen zu können. Doch für seine Wahl zum Bundeskanzler fehlten ihm wider Erwarten zwei Stimmen zur notwendigen Mehrheit und drei Stimmen bezüglich seiner vorherigen Berechnungen. Später wurde bekannt, dass die DDR mindestens zwei Abgeordnete, Julius Steiner (CDU) und Leo Wagner (CSU), mit jeweils 50.000 DM bestochen hatte.
Auch kamen Vorwürfe auf, der Fraktionsvorsitzende der SPD Herbert Wehner oder ihr Parlamentarischer Geschäftsführer Karl Wienand habe die Abgeordneten bestochen (Steiner-Wienand-Affäre); dies konnte jedoch nicht bewiesen werden.

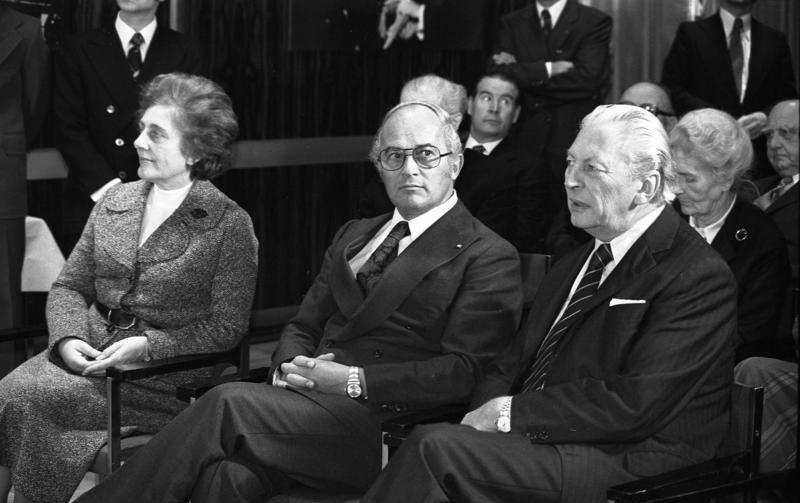
Bei einer Veranstaltung zum 25. Jubiläum der Bundes-CDU, 1975 (Mitte)

Da allerdings auch die SPD/FDP-Koalition im Bundestag keine handlungsfähige Mehrheit mehr hatte, stellte Brandt im September 1972 die Vertrauensfrage, bei welcher sich absprachegemäß die Bundesminister enthielten, so dass die Vertrauensfrage negativ beantwortet wurde. Bundespräsident Gustav Heinemann löste auf Antrag Brandts den Bundestag auf.
Bei der vorgezogenen Bundestagswahl vom November 1972 war Barzel Kanzlerkandidat der Unionsparteien, unterlag jedoch dem amtierenden und populären Bundeskanzler Willy Brandt. Zum ersten Mal in ihrer Geschichte gewann die SPD mehr Stimmen als die CDU/CSU.
Barzel trat am 9. Mai 1973 vom Amt des CDU-Bundesvorsitzenden zurück. Er war durch die Niederlage der Bundestagswahl angeschlagen und gab als Grund an, die CDU-Fraktion unterstütze ihn nicht bei der Abstimmung über den UNO-Beitritt der Bundesrepublik und der DDR. Sein Nachfolger wurde Helmut Kohl, sein Gegenkandidat von 1971. Barzel und Kohl harmonierten nicht. Kohl schloss Barzel anfangs aus der Arbeit der höchsten Parteigremien aus.

## Abgeordneter
Von 1957 bis 1987 war er Mitglied des Deutschen Bundestages. Er schloss sich zunächst der Arbeitnehmergruppe in der CDU/CSU-Fraktion an, verließ diese aber um 1959 wieder. Ab Herbst 1963 führte er in der Fraktion die Geschäfte des schwer erkrankten Vorsitzenden der CDU/CSU-Bundestagsfraktion Heinrich von Brentano, bis er nach Brentanos Tod im Dezember 1964 selbst zum Fraktionsvorsitzenden gewählt wurde. Barzel bemühte sich nach dem Scheitern von Bundeskanzler Ludwig Erhard 1966 selbst um die Kanzlerschaft, unterlag jedoch in der parteiinternen Vorentscheidung, die zugunsten von Kurt Georg Kiesinger ausfiel. In der folgenden Großen Koalition spielte er zusammen mit dem Fraktionsvorsitzenden der SPD, Helmut Schmidt, eine maßgebliche Rolle, die entscheidend zum Erfolg der Großen Koalition beitrug.

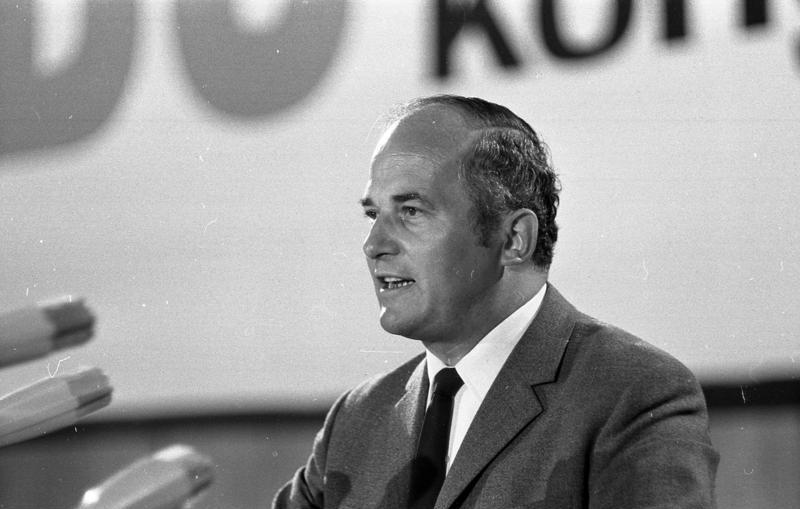
Der Fraktionsvorsitzende auf dem Wahlkongress 1969

1965 bis 1969 war er Mitglied des Vertrauensmännerausschusses des Bundestags für die Geheimdienstzweige (BND, Verfassungsschutz-Apparat, MAD). 1968 wurde er Mitglied des 2. Parlamentarischen Untersuchungsausschusses zur Koordinierung der Geheimdienstzweige der Bundesrepublik Deutschland.
Während der Zeit der Großen Koalition gehörte er zu den Verfechtern des Mehrheitswahlrechts. Sie fanden zwar auch Unterstützung bei großen Teilen der SPD, konnten sich aber insgesamt in der Koalition nicht durchsetzen.
Insbesondere nach dem Gang in die Opposition 1969 baute Barzel die Bundestagsfraktion zum Macht- und Entscheidungszentrum der CDU aus. Da sich die Fraktion am 8. Mai 1973 Barzels Votum nicht anschloss, der Regierungsvorlage zum Beitritt der Bundesrepublik Deutschland zu den Vereinten Nationen zuzustimmen, trat er am folgenden Tag von seinen Ämtern als Partei- und Fraktionsvorsitzender zurück.
Von 1976 bis 1979 war er Vorsitzender des Wirtschaftsausschusses und von 1980 bis 1982 Vorsitzender des Auswärtigen Ausschusses des Deutschen Bundestages.
Am 1. Oktober 1982 begründete er den Antrag der CDU/CSU-Bundestagsfraktion zum konstruktiven Misstrauensvotum gegen den damaligen Bundeskanzler Helmut Schmidt.
Am 29. März 1983 wurde er mit 407 von 509 abgegebenen Stimmen zum Präsidenten des Deutschen Bundestages gewählt. In dieser Rolle wehrte Barzel eine Verschärfung der Geschäftsordnung ab, die manche angesichts des ungewohnten Politik- und Kleidungsstils der erstmals in den Bundestag eingezogenen Grünen forderten. „Keiner hat hier ein besseres Mandat als ein anderer“, mahnte er in seiner Antrittsrede.
Sein Engagement für eine Parlamentsreform war sehr ausgeprägt. So debattierten auf Barzels Vorschlag die Abgeordneten erstmals über das Selbstverständnis des Bundestags. Als Bundestagspräsident leitete Barzel die Haushaltskommission des Ältestenrates und am 23. Mai 1984 die Bundesversammlung, die Richard von Weizsäcker zum Bundespräsidenten wählte.
Barzel trat am 25. Oktober 1984 wegen des Vorwurfs von Verwicklungen in die Flick-Affäre zurück. Wie damals öffentlich anhand der Akten von Flick bekannt wurde, hatte der Flick-Konzern Barzels Kanzlei zwischen 1973 und 1982 insgesamt fast 1,7 Millionen DM mit dem Vermerk „wg. Barzel“ bezahlt. Auch wenn dabei keine direkte politische Einflussnahme belegt werden konnte (etwa, dass er den Weg innerhalb der CDU für Helmut Kohl freigemacht hätte), war er dadurch moralisch diskreditiert.
Barzel wurde bei den Bundestagswahlen von 1957 bis 1976 im Wahlkreis 138 Paderborn direkt in den Bundestag gewählt. 1980 und 1983 zog er über die Landesliste der CDU Nordrhein-Westfalen in den Bundestag ein.

## Öffentliche Ämter

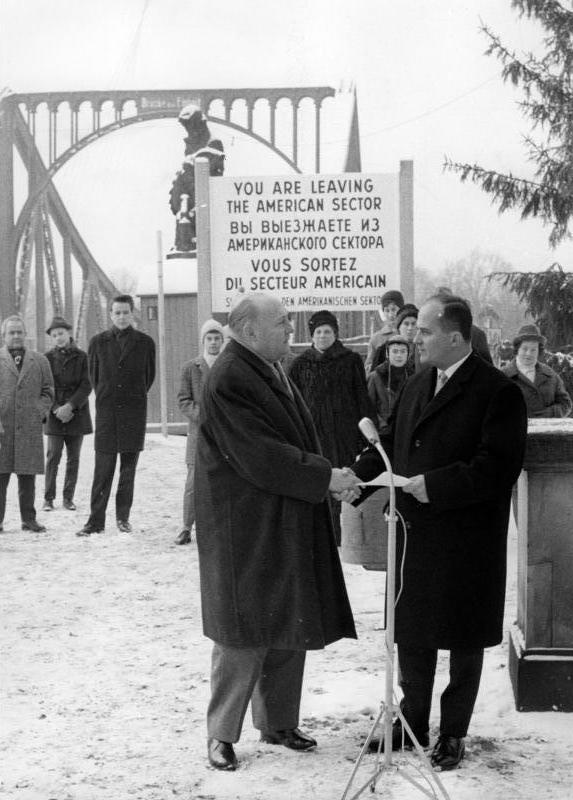
Rainer Barzel (rechts) mit Ernst Lemmer, seinem Vorgänger im Amt des Bundesministers für gesamtdeutsche Fragen, am 29. Dezember 1962 vor der Glienicker Brücke.

Am 13. Dezember 1962 wurde er als Bundesminister für gesamtdeutsche Fragen in die von Bundeskanzler Konrad Adenauer geführte Bundesregierung berufen, er war in seiner Amtszeit der jüngste Minister im Bundeskabinett. Beim Wechsel zu Bundeskanzler Ludwig Erhard beanspruchte die FDP dieses Ministerium für ihren Parteivorsitzenden Erich Mende, so dass Barzel am 11. Oktober 1963 aus der Bundesregierung ausschied.
Von 1979 bis 1980 war Barzel von Bundeskanzler Helmut Schmidt berufener Koordinator für die deutsch-französische Zusammenarbeit. In dieselbe Funktion berief ihn im April 1986 Bundeskanzler Helmut Kohl.
Nach der Wende in Bonn wurde Barzel am 4. Oktober 1982 zum Bundesminister für innerdeutsche Beziehungen in der von Bundeskanzler Helmut Kohl geleiteten Bundesregierung ernannt. Nach der vorgezogenen Bundestagswahl 1983 wurde er in der konstituierenden Sitzung des neuen Bundestags am 29. März 1983 zum Bundestagspräsidenten gewählt, leitete als solcher am selben Abend die Wahl Helmut Kohls zum Bundeskanzler und nahm ihm den Amtseid ab.

## Auszeichnungen und Ehrungen
- 1944: Frontflugspange in Gold
- 1968: Großes Verdienstkreuz mit Stern und Schulterband der Bundesrepublik Deutschland
- 1970: Bayerischer Verdienstorden
- 1973: Großkreuz des Verdienstordens der Bundesrepublik Deutschland[9]
- 1974: Komturkreuz mit Stern des Gregoriusordens
- 1984: Großes Goldenes Ehrenzeichen am Bande für Verdienste um die Republik Österreich[10]
- 1992: Großoffizier der Ehrenlegion
- 1992: Verdienstorden des Landes Nordrhein-Westfalen[11]
- Die Stadt Paderborn, in der er seinen Bundestagswahlkreis hatte, verlieh ihm 1984 die Ehrenbürgerwürde.
- Barzel war Ehrenmitglied der katholischen Studentenverbindungen K.St.V. Alania-Breslau zu Aachen und K.St.V. Unitas-Breslau Köln (beide im KV) sowie K.D.St.V. Grotenburg zu Köln im CV.

## Kabinette
- Kabinett Adenauer V
- Kabinett Kohl I

## Veröffentlichungen
- Die geistigen Grundlagen der politischen Parteien. Bonn, Schwippert 1947
- Souveränität und Freiheit. Eine Streitschrift. Köln, Pick 1950
- Die deutschen Parteien. Geldern, Schaffrath 1952
- Karl Arnold. Grundlegung christlich-demokratischer Politik in Deutschland. Eine Dokumentation. Bonn, Berto 1960
- Untersuchungen über das geistige und gesellschaftliche Bild der Gegenwart und die künftigen Aufgaben der CDU, Dortmund 1962
- Gesichtspunkte eines Deutschen. Düsseldorf, Econ 1968
- Es ist noch nicht zu spät. München, Droemer Knaur 1976
- Auf dem Drahtseil. München, Droemer Knaur 1978
- Unterwegs – Woher und wohin? München, Droemer Knaur 1982
- Im Streit und umstritten. Anmerkungen zu Konrad Adenauer, Ludwig Erhard und den Ostverträgen. Berlin, Ullstein 1986
- Geschichten aus der Politik. Persönliches aus meinem Archiv. Berlin, Ullstein 1987
- Plädoyer für Deutschland. Berlin, Ullstein 1988
- Deutschland - was nun? Zwei ungehaltene Reden. Bonn, Bouvier 1996, ISBN 3-416-02630-6
- Die Tür blieb offen – Ostverträge-Misstrauensvotum-Kanzlersturz. Bonn, Bouvier 1998, ISBN 3-416-02836-8
- Ein gewagtes Leben. Stuttgart, Hohenheim 2001, ISBN 3-89850-041-1